# Poiares (Freixo de Espada à Cinta)
Poiares ist eine Gemeinde (Freguesia) im portugiesischen Kreis Freixo de Espada à Cinta. In ihr leben 327 Einwohner (Stand 19. April 2021).